# San Roque de Barva
San Roque es el cuarto distrito del cantón de Barva, en la provincia de Heredia, de Costa Rica.

## Geografía
San Roque cuenta con un área de 1,28 km² y una altitud media de 1110 m s. n. m.

## Demografía
Para el año 2022, San Roque cuenta con una población estimada de 6012 habitantes, y para el último censo efectuado, en 2011, San Roque contaba con una población de 4622 habitantes.

## Localidades
- Barrios: Bello Higuerón, Los Luises, Plantación, Pórtico.

## Transporte

### Carreteras
Al distrito lo atraviesan las siguientes rutas nacionales de carretera:
- Ruta nacional 119
- Ruta nacional 128